# Lanzatus
Genre
Synonymes
- Sabinebuthus Lourenço, 2001

Lanzatus est un genre de scorpions de la famille des Buthidae.

## Distribution
Les espèces de ce genre sont endémiques de Somalie.

## Liste des espèces
Selon The Scorpion Files (26/01/2022) :
- Lanzatus huluul Kovařík & Lowe, 2021
- Lanzatus somalicus Kovařík, 2001
- Lanzatus somalilandus Kovařík, Lowe & Šťáhlavský, 2016

## Publication originale
- Kovařík, 2001 : « Lanzatus somalicus gen. et sp. n. (Scorpiones: Buthidae) from Somalia. » Acta Societatis Zoologicae Bohemicae, vol. 65, no 1, p. 41-44 (texte intégral).